# Shikhamir Gaflanov
Shikhamir Oruj oglu Gaflanov (en azerí: Şixamir Oruc oğlu Qaflanov; Raión de Zaqatala, 7 de diciembre de 1986-Raión de Khojavend, 19 de octubre de 2020) fue un militar de Azerbaiyán, mayor de las Tropas Interiores de la República de Azerbaiyán, Héroe de la Guerra Patria.

## Biografía
Shikhamir Gaflanov nació el 7 de diciembre de 1986 en Zaqatala. En los años 2008-2010 estudió en la Escuela Militar de las Tropas Interiores de la República de Azerbaiyán. Empezó su carrera militar en 2010.
Gaflanov participó en la Guerra del Patria. Luchó por la liberación de Jabrayil, Hadrut, Fuzuli, Zangilán, Qubadli y Khojavend del 27 de septiembre al 19 de octubre de 2020. Él cayó mártir durante la batalla de Hadrut.  El 9 de diciembre de 2020, por la orden del Presidente de Azerbaiyán, fue galardonado póstumamente con la Medalla de Héroe de la Guerra Patria.

## Premios y títulos
- Medalla de distinción en el Servicio Militar
- Medalla de Héroe de la Guerra Patria (2020)[3]
- Orden “Por la Patria” (2020)[4]
- Medalla Por la liberación de Jabrayil (2020)[5]